# Aledo, Illinois
Aledo je mesto in sedež Okrožja Mercer v ameriški zvezni državi Illinois.
Po popisu prebivalstva iz leta 2000 v naselju živi 3.613 ljudi na 5,9 km².